# Ezio Amadeo
Ezio Amadeo (Milano, 26 giugno 1894 – Roma, 23 maggio 1978) è stato un politico italiano.

## Biografia
Laureato in giurisprudenza e in filosofia, è pubblicista. 
Esponente del Partito Repubblicano Italiano, viene eletto alla Camera alle prime elezioni repubblicane dell'aprile 1948; alle successive elezioni politiche del 1953 viene eletto al Senato. Termina il proprio mandato parlamentare nel 1958.
Muore il 23 maggio 1978 all'età di 83 anni.